# Met.Ro.

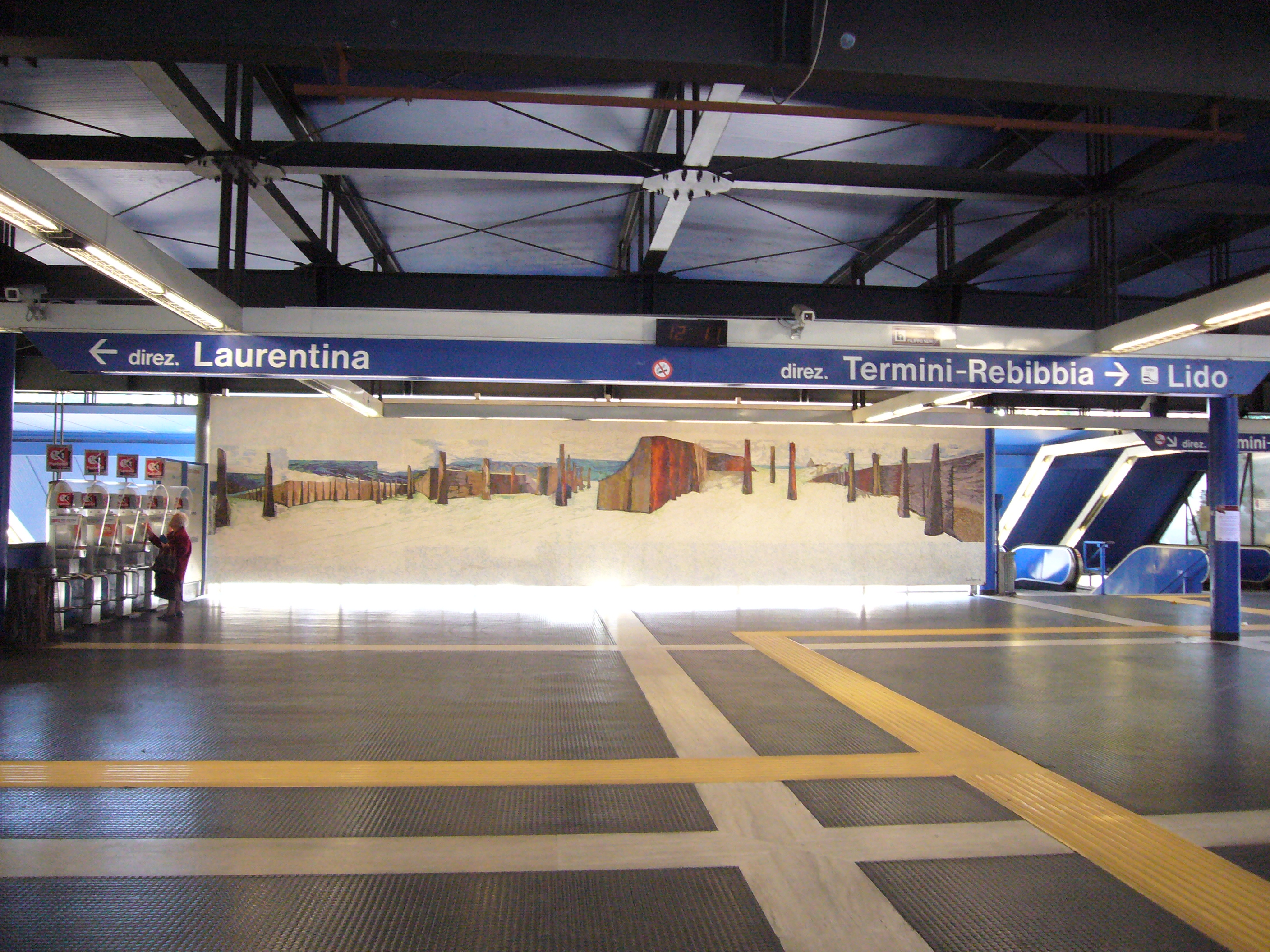
Metrostation Pirámide, hal.

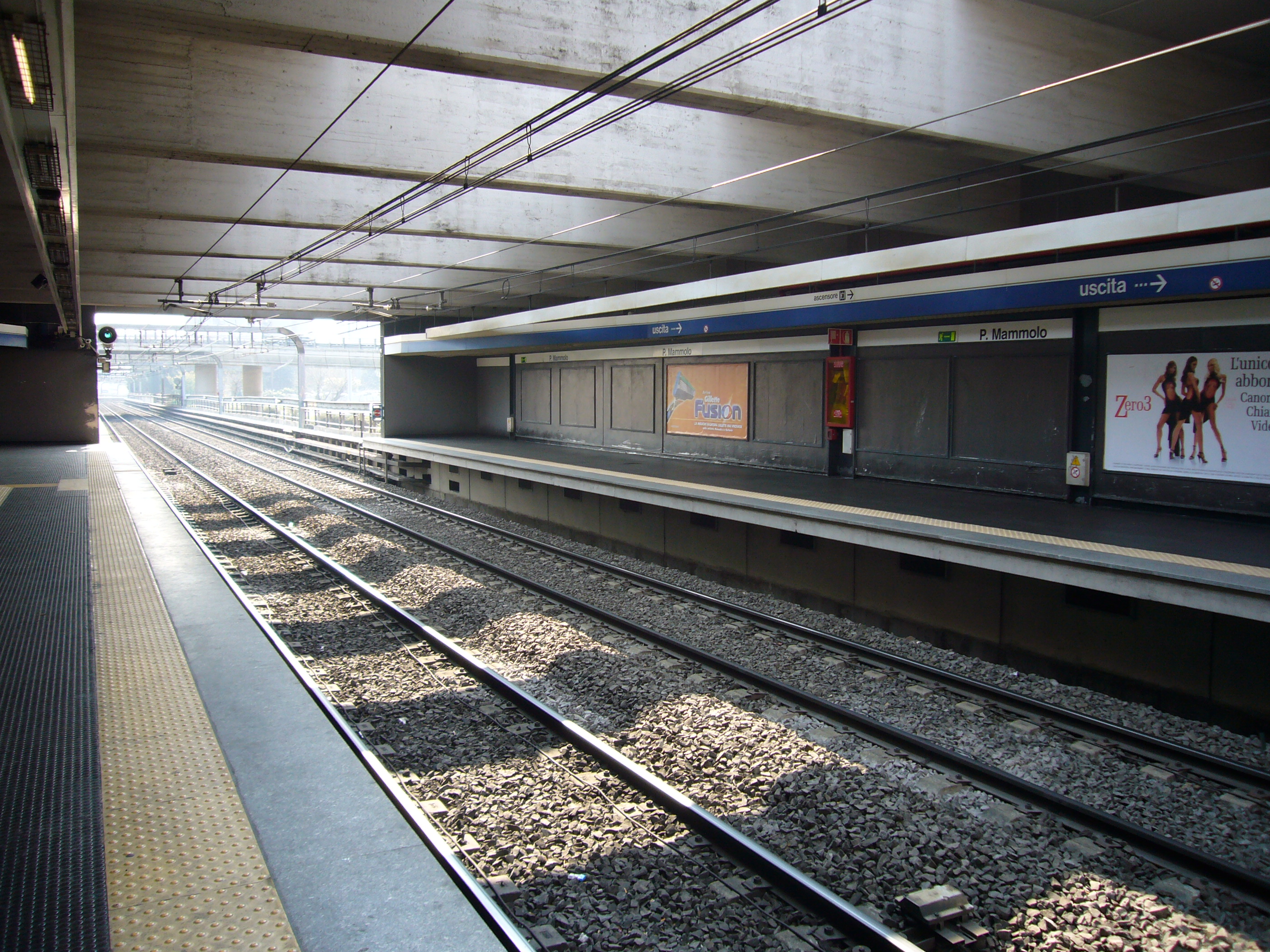
Metrostation Ponte Mámmolo, perrons.

Met.Ro. SpA is de exploitant van de metro van Rome in opdracht van vervoersautoriteit ATAC.

## Metro
Het Romeinse metronet bestaat uit twee lijnen. De rode lijn A heeft een lengte van 18,43 kilometer en telt 27 stations. De oudere blauwe lijn B heeft een lengte van 18,15 kilometer en telt 22 stations.
In totaal maken 750.000 mensen per dag gebruik van de metro, waarvan 450.000 met lijn A. De komende jaren wordt gewerkt aan een afsplitsing van lijn B (lijn B1), en aan een derde lijn, lijn C, die onder meer de wijk Pigneto op het stadscentrum zal aansluiten. In de verdere toekomst wordt ook een tweede noord-zuidverbinding, lijn D, aangelegd.

## Trein
Met.Ro exploiteert ook de spoorlijnen Rome-Lido, Rome-Pantano en Rome-Viterbo.